# S-IB
S-IB — був першим ступенем ракети-носія Сатурн ІБ, яка використовувалася для орбітальних місій навколо Землі. Це була модернізована версія ступеню SI, який використовувався на попередній ракеті Сатурн I, і складалася з дев'яти контейнерів палива, восьми оперення, вузла тяги, восьми ракетних двигунів H-1 та багатьох інших компонентів. Він також містив транспондер ODOP. Паливні контейнери складалися з восьми резервуарів Redstone (чотири з рідким киснем (LOX) і чотири з RP-1), згрупованих навколо бака ракети Jupiter, що містить LOX. Чотири підвісні двигуни були підвішені, щоб керувати ракетою в польоті, що вимагало ще кількох компонентів двигуна. S-IB горів майже 2,5 хвилини, перш ніж відокремитися на висоті 68 км.

## Технічні характеристики
- Висота: 24.44 м
- Діаметр: 6.53 м
- Кількість плавників: 8
- Фінспан: 12 м
- Двигуни: 8 Rocketdyne H-1
- Тяга: 1 600 000 фунтів-сил
- Паливо: RP-1 (очищений гас) 41 000 галлонів США (155 м3)
- Окислювач: рідкий кисень (LOX) 66 277 галонів США (251 м3) номінальна ємність, включаючи 1,5% незаповненого об’єму (43 284 галона США / 163 м3 у чотирьох зовнішніх резервуарах плюс 22 993 галона США / 87 м3 у центральному резервуарі[6])
- Час горіння: 2,5 хв
- Висота вигорання: 69 км.